# Springschwänze

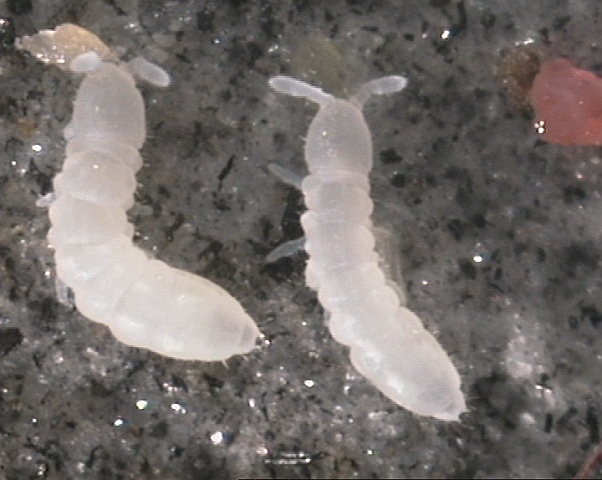
In den Bodenporen lebende (euedaphische) Springschwänze sind wenig pigmentiert oder völlig weiß. Protaphorura armata findet sich häufig in vom Menschen beeinflussten Böden

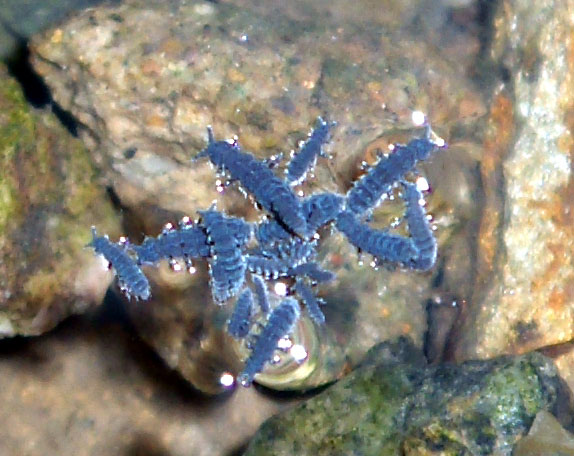
Springschwänze (Anurida maritima, Neanuridae) auf küstennaher Wasseroberfläche

Die Springschwänze (Collembola) sind eine zu den Sackkieflern (Entognatha) gehörende Klasse der Sechsfüßer (Hexapoda). Sie erreichen eine Körperlänge von 0,1 mm bis zu 17 mm und finden sich vor allem in Humusschichten nicht zu trockener Böden, in den Bodenporen bis in einige Meter Tiefe sowie an verrottendem Pflanzenmaterial. Dabei besiedeln sie auch so unterschiedliche Habitate wie Regenwälder, küstennahe Uferbereiche, Sanddünen, Wüsten oder Schneeflächen im Hochgebirge. Weltweit sind 2024 etwa 9500 Arten bekannt, von denen 522 auch in Deutschland vorkommen.

## Merkmale

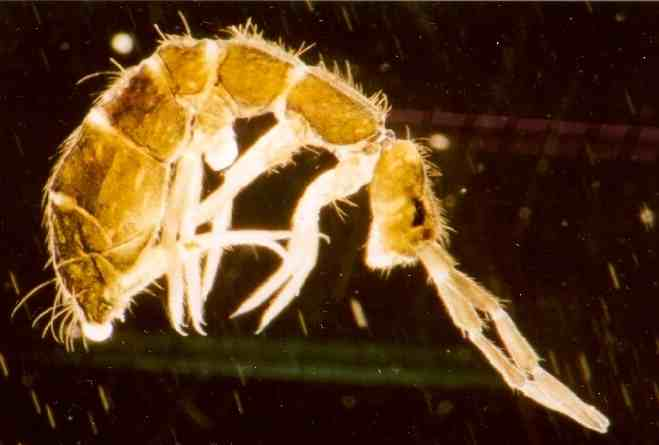
Binokularaufnahme des Springschwanzes Isotoma anglicana mit 3,5 mm Kopf-Rumpf-Länge; unter dem Hinterleib sind Ventraltubus (zwischen den Beinen) und Furca sichtbar

Springschwänze zeigen die für die Hexapoda typische Dreiteilung des Körpers in Kopf, den beintragenden Thorax (Brustkorb) und das Abdomen (Hinterleib). Insekten haben normalerweise elf Abdominalsegmente, die Collembola hingegen nur sechs, welche auch bereits während der Embryonalentwicklung angelegt werden. Die meisten Arten sind zwischen 1 und 5 mm lang, Längen zwischen 0,1 und 17 mm sind jedoch durchaus üblich. Oberirdisch lebende (epedaphische) Arten sind eher dunkel pigmentiert, teilweise mit artspezifischen Färbungsmustern, starker Behaarung und großen Körperanhängen. Überwiegend oder ausschließlich im Boden lebende (euedaphische) Arten sind als Anpassung an ihre Lebensweise im Porengefüge des Bodens wenig gefärbt bis völlig weiß, von kompaktem Körperbau, mit kurzen Antennen, teilweise oder völlig reduzierter Sprunggabel und verringerter Augenzahl. Der Körper ist bei allen Arten nur schwach sklerotisiert, seine Oberfläche (Epicuticula) ist mit zahlreichen Mikrotuberkeln besetzt, die im Durchschnitt etwa 0,3 Mikrometer messen und wasserabweisend sind. Ein Tracheensystem besitzen nur einige Gruppen der Kugelspringer, die meisten Collembolen atmen ausschließlich über ihre dünnwandige Cuticula. 

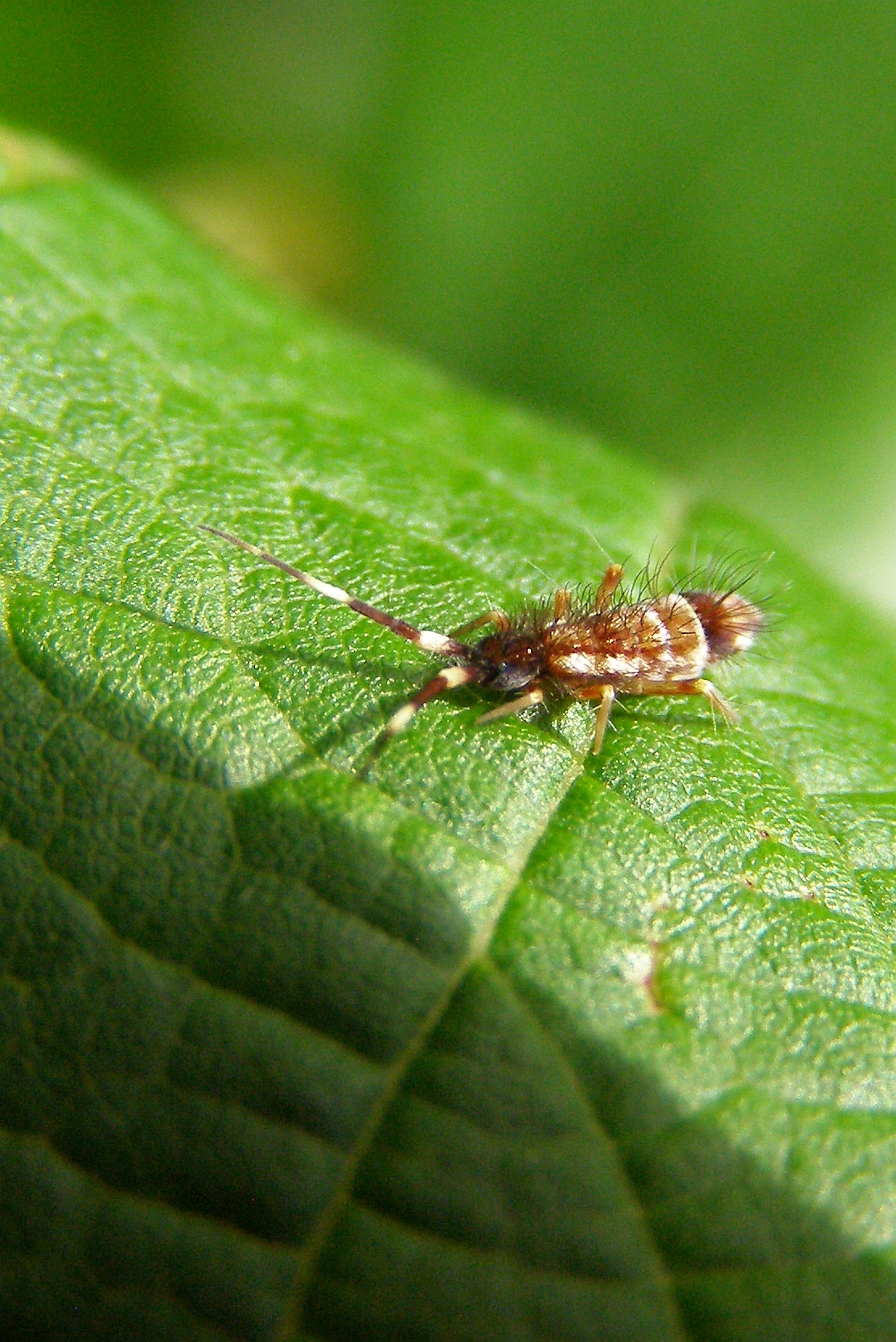
Orchesella flavescens gehört zur Familie der Entomobryidae, in der häufig artspezifische Färbungsmuster auftreten

Collembolen werden zu den Entognatha gezählt, da ihre Mundwerkzeuge in einer Mundtasche liegen und äußerlich nicht sichtbar sind. Charakteristisch für die meisten dieser flügellosen Tiere ist ihre Sprunggabel (Furca, manchmal auch Furcula), die sich am vierten Abdominalsegment befindet. Sie besteht aus drei Teilen: dem basalen Manubrium, den langen paarigen Dentes und terminal an diesen je einer kurzen Hakenstruktur, dem Mucro. Zwischen Manubrium und Dentes befinden sich cutinisierte „Zähne“, die genau in die Haken des Retinaculums, einer Struktur am dritten Abdominalsegment, hineinpassen und so die Furca ventral am Abdomen unter Spannung festhalten. Bei einer Reizung des Tieres löst es diese Verbindung, die Mucrones bohren sich in den Untergrund und der Collembole vollführt einen ungerichteten Sprung aus der Gefahrenzone. Die Sprungdistanz beträgt ein Vielfaches seiner eigenen Körperlänge. Bei vielen im Boden lebenden Arten ist die Furca zurückgebildet; einige sondern stattdessen bei Gefahr Wehrsekrete ab, die abschreckend auf ihre Fressfeinde wirken.

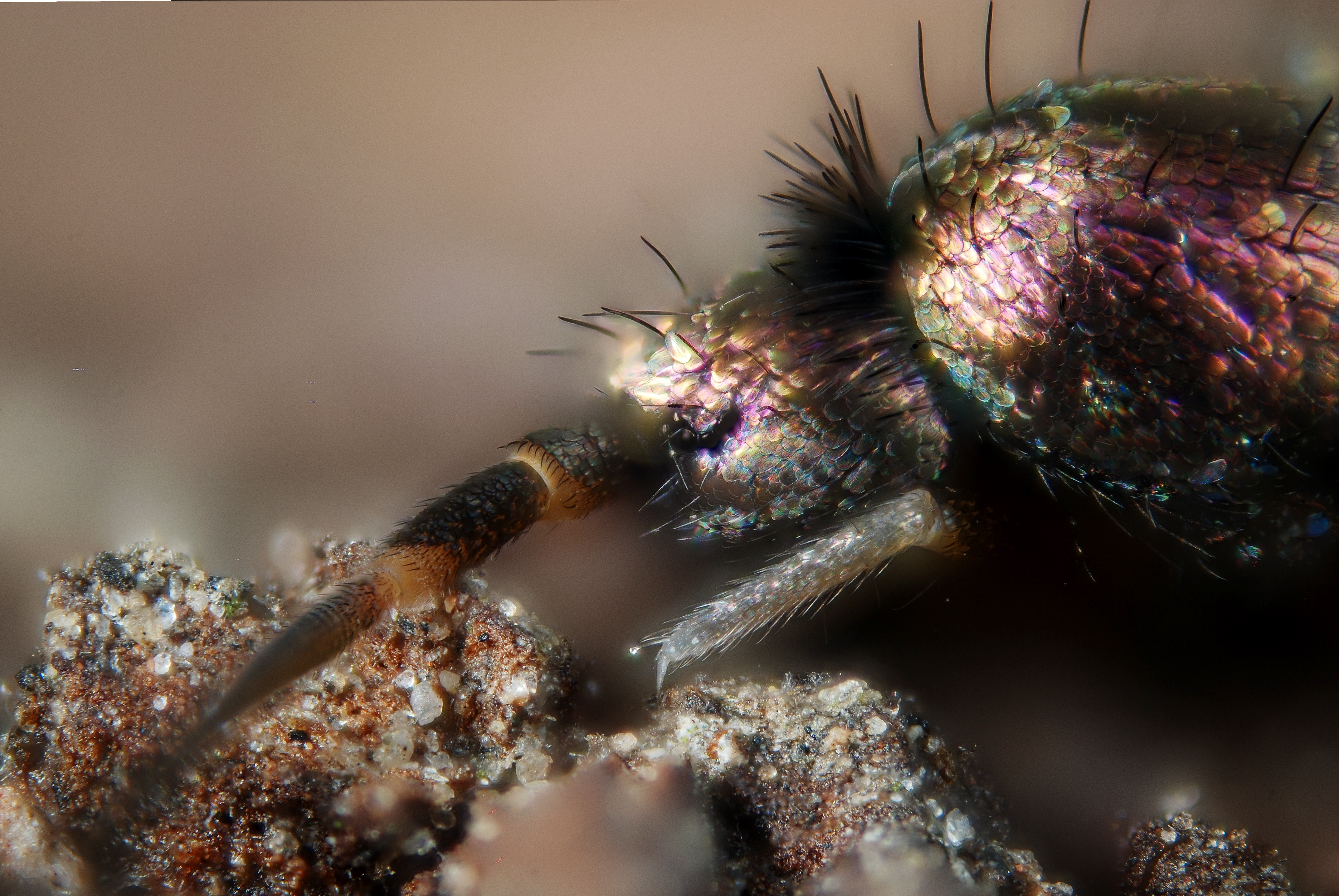
Die bei den Entomobryomorpha häufig auftretenden irisierenden Schuppen auf der Körperoberfläche dienen neben dem Schutz vor Strahlung auch dem Schutz vor Fressfeinden, indem sie diesen das Festhalten der Beute erschweren

Allen Arten gemein ist der hinter den Beinen gelegene Ventraltubus (Collophor), der sich am ersten Abdominalsegment befindet und vermutlich für den Wasser- und Elektrolythaushalt eine wichtige Rolle spielt. Mit Hilfe des Ventraltubus können sich Springschwänze auch an glatten Oberflächen festhalten und fortbewegen. Von dieser Struktur leitete der englische Naturforscher John Lubbock den wissenschaftlichen Namen Collembola ab, nach dem griechischen kolla „Leim“ und embolon „Keil, Zapfen“.
Die Komplexaugen der Springschwänze bestehen aus maximal acht Ommatidien, die oft reduziert bzw. ganz zurückgebildet sind. Zwischen der Antennenbasis und dem Ommenfeld findet sich bei den meisten Arten das Postantennalorgan, ein Sinnesorgan in einer Hautvertiefung, das der Chemorezeption dient und den Rest einer zurückgebildeten zweiten Antenne darstellt. Springschwänze erreichen üblicherweise ein Alter zwischen sechs und zwölf Monaten, der Altersrekord im Labor liegt bei fünfeinhalb Jahren. In dieser Zeitspanne häuten sie sich etwa vier- bis über fünfzig Mal. Ein Weibchen legt in seinem Leben, abhängig von Alter und Fitness, einige hundert Eier, einzeln oder in mehreren Gelegeklumpen. Die Jungtiere ähneln den Adulti; sie unterscheiden sich von diesen durch Größe, geringere Pigmentierung, Proportionen der Körpersegmente sowie Fehlen von Genitalöffnung und einzelner Körpermerkmale (z. B. Sensillen). Eine sichere Bestimmung ist daher nur bei Vorliegen ausgewachsener Exemplare möglich. Die Jungtiere erreichen die Geschlechtsreife meist nach etwa fünf bis acht Häutungen.

## Lebensraum, Verbreitung und Häufigkeit
Springschwänze leben am Boden, in der Laubstreu und im Porengefüge des Bodens bis in etwa 20 Zentimeter Tiefe, aber auch an Baumrinde, in Totholz, auf der Wasseroberfläche, an Meeresküsten, auf Gletschern und in Nestern von Ameisen und Termiten. Sie bevorzugen hohe Luftfeuchtigkeit, manche Arten werden durch Kohlenstoffdioxid angelockt.
Durch ihre wasserabweisende Cuticula können sie Überflutungen des Bodenporensystems, etwa in Auenböden, in einer Luftblase überstehen oder auf der Wasseroberfläche manövrieren. Einige Arten wie der Schwarze Wasserspringer weiden dort gezielt Algen, Bakterien und Einzeller ab. Springschwänze können bis zu 14 Tage auf offener See treibend überleben und dabei mehrere hundert Kilometer zurücklegen. Sie erlangen dadurch als Erstbesiedler neuer, steriler Landstriche Bedeutung (s. auch Surtsey). Arten wie Schnee- und Gletscherfloh leben im Lückensystem von Geröll, in Moospolstern und Felsritzen des Hochgebirges und ernähren sich von den auf die Eisflächen gewehten Koniferenpollen und Pilzsporen. Diese Arten sind noch bei Temperaturen um −5 °C aktiv. Arktische Collembolen können wenigstens vier Jahre bei −20 °C eingefroren überleben.
Von mehreren Arten ist bekannt, dass sie Schwermetalle aus dem Boden aufnehmen und immobilisieren können. Unter anderem diese Fähigkeiten machen Collembolen zu wichtigen Erst- und Wiederbesiedlern gestörter oder kontaminierter Böden, etwa von überfluteten Auenböden oder Abraumhalden.

Die ältesten bekannten Fossilfunde von Collembolen sind etwa 400 Millionen Jahre alt. Springschwänze gehören damit zu den ältesten landlebenden Tieren überhaupt, was auch ihre weltweite Verbreitung in fast allen terrestrischen Habitaten erklärt. Dabei bevorzugen sie kühle, feuchte und eher lichtarme Umgebungsbedingungen. 

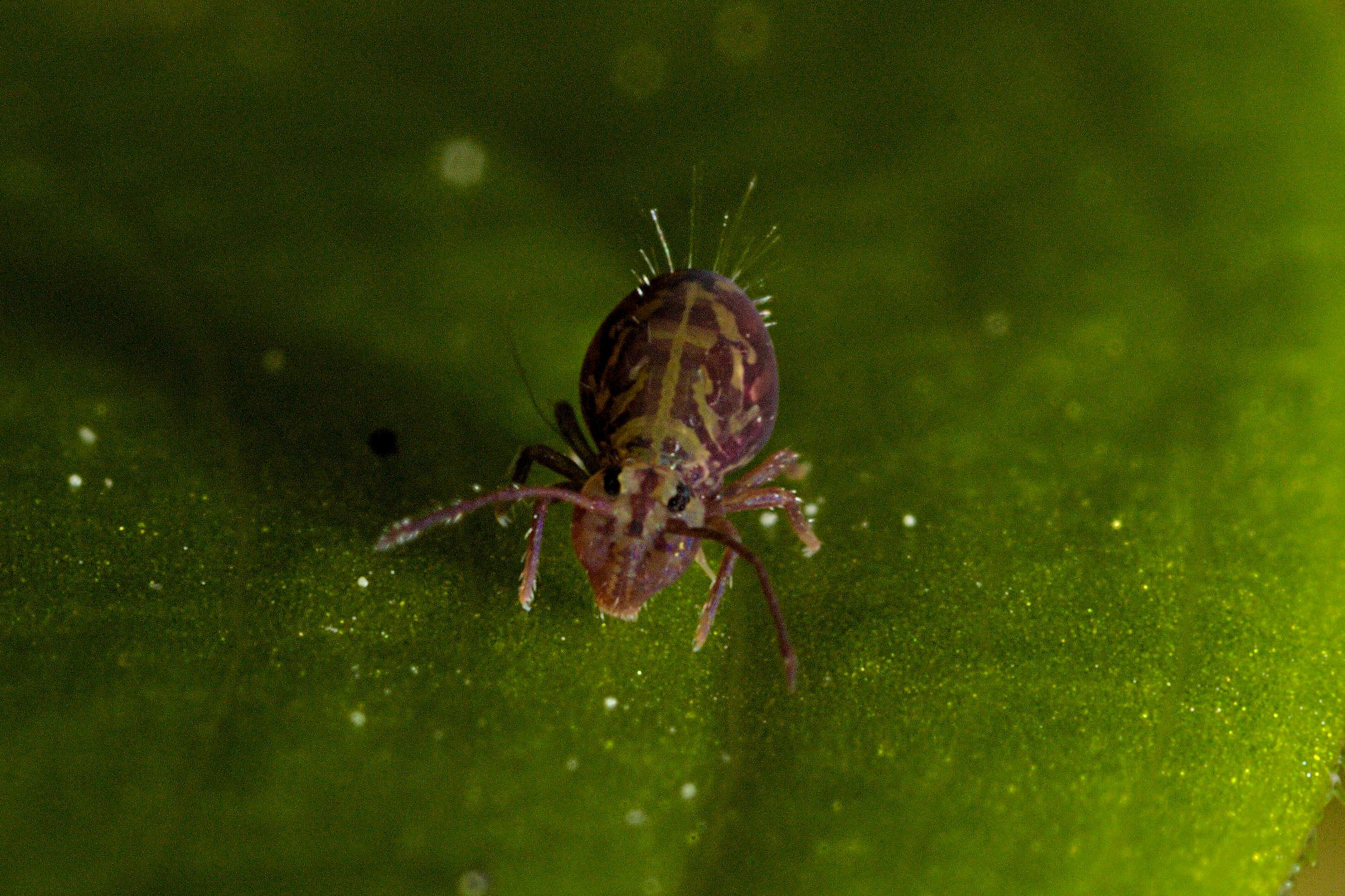
Dicyrtomina ornata gehört zu den Arten, die sich bei Tageslicht aktiv auf Oberflächen von Streu und Vegetation bewegen

Springschwänze gelten als die häufigsten Sechsfüßer; in einem Quadratmeter Waldboden der gemäßigten Breiten leben in den obersten 30 Zentimetern zwischen 10.000 bis über 100.000 Individuen. Nach den Milben sind sie damit die individuenreichste Tiergruppe der Mesofauna im Boden. Ihre Häufigkeit orientiert sich an Faktoren wie Lichtverhältnissen, Feuchtigkeit, Humusform, pH-Wert des Bodens und Nährstoffverfügbarkeit. Dementsprechend treten sie nicht gleichmäßig verteilt auf, sondern eher konzentriert in „Hotspot“-Mustern überall dort, wo sie optimale Lebensbedingungen vorfinden. Hier können sie kurzfristig Massenbestände aufbauen und etwa an warmen Wintertagen oder im zeitigen Frühjahr ein auffälliges Schwarmverhalten zeigen. 

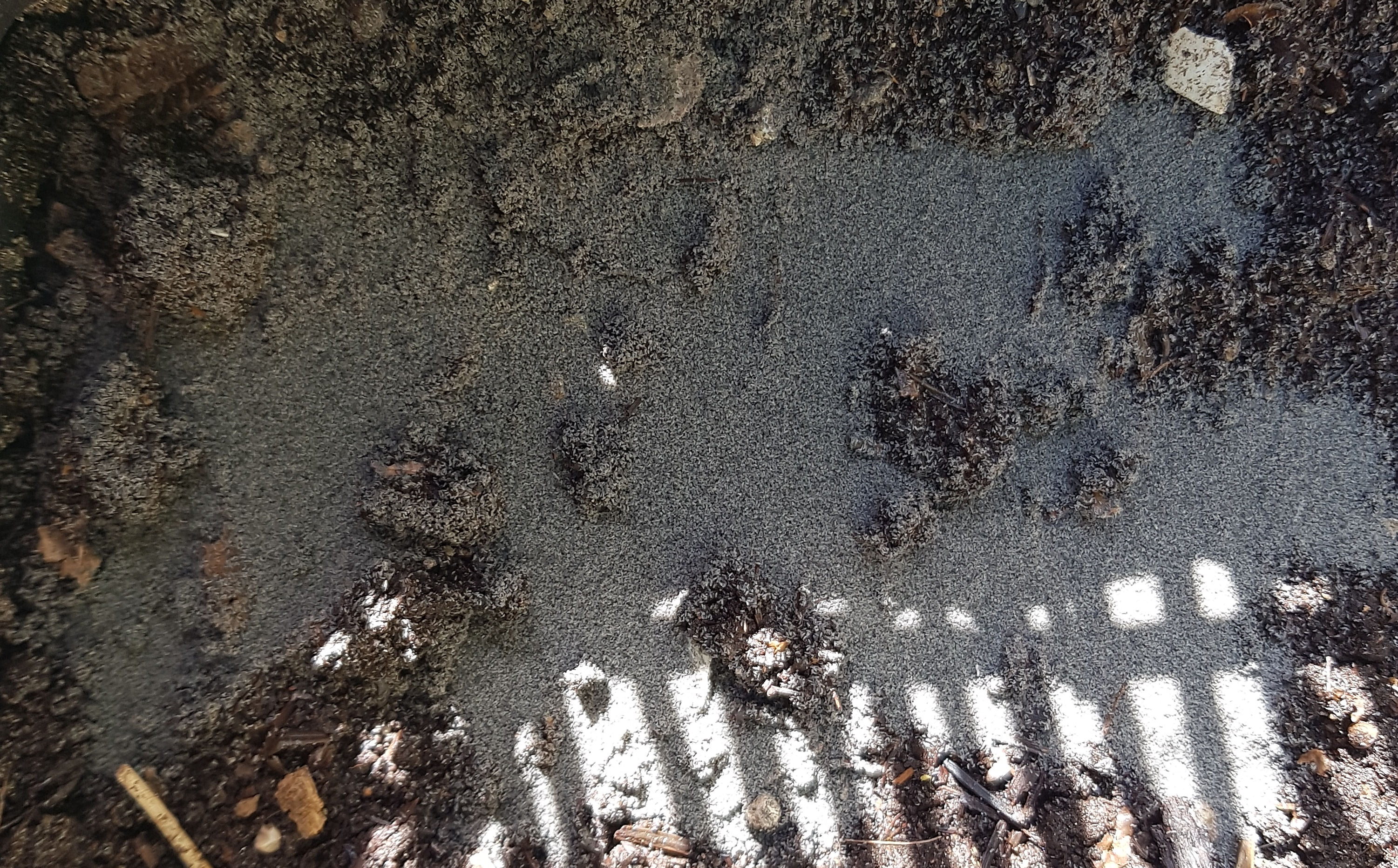
Schwärmende Springschwänze im Kompost

## Nahrung
Die meisten Arten der Springschwänze sind polyphage Detritusfresser. Es gibt neben diesen ‚Allesfressern‘ aber auch Spezialisten, die vorrangig Algen, Pilze, Aas, Exkremente oder Pollen fressen oder Bodenmikroorganismen abweiden.
Zu den Fressfeinden der Collembola zählen insbesondere Milben, Spinnen, Weberknechte, Pseudoskorpione, Doppelschwänze, Hundertfüßer, Laufkäfer, Kurzflügelkäfer, Zweiflügler, Ameisen und Wanzen.

### Ökologische und wirtschaftliche Bedeutung

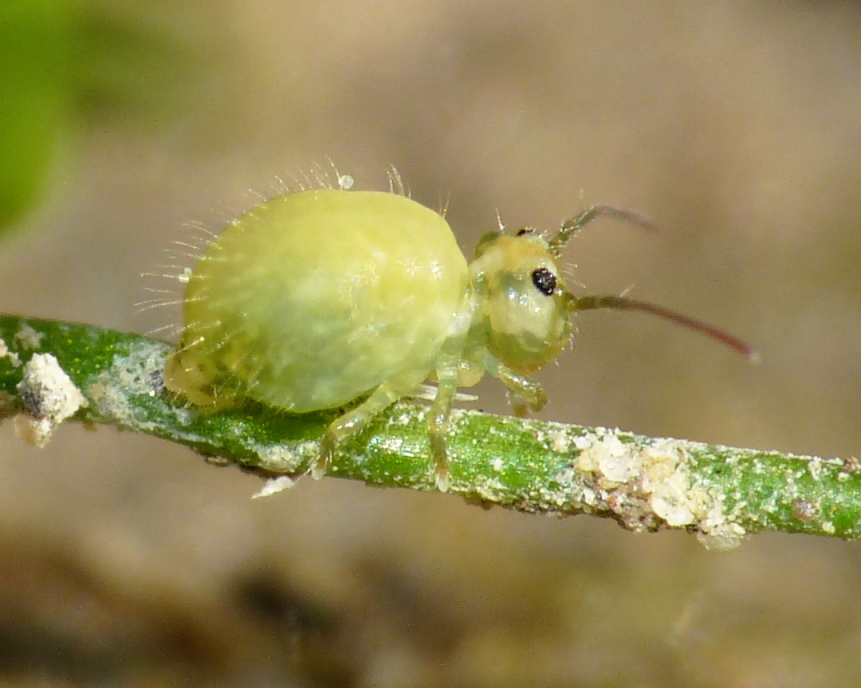
Der Luzernefloh (Sminthurus viridis) gehört zu den Kugelspringern

Durch den Abbau ihrer Nahrung sind sie wesentlich an der Bildung von Humus beteiligt. Sie beseitigen dabei organische Rückstände und fördern so die Bodenfruchtbarkeit und damit das Wachstum von Pflanzen. Da sie die Reste von Pflanzen in natürlichen Dünger verwandeln, sind sie der Landwirtschaft von erheblichem Nutzen.
Nur wenige Arten, wie z. B. der Luzernefloh (Sminthurus viridis), gelten als Schädlinge für Agrarsysteme. Springschwänze können gelegentlich für Monokulturen im Freiland ebenso wie für Zimmerpflanzen schädlich werden, wenn ihre eigentliche Nahrungsquelle, pflanzlicher Detritus, zur Neige geht und sie die lebenden Feinwurzeln anfressen. Durch gezieltes Abweiden von Pilzmyzelien verringern sie andererseits die Gefahr von Pilzbefall bei Samen und Keimlingen und tragen so zum Pflanzenschutz in Agrarökosystemen bei. Einige Springschwanzarten reagieren empfindlich auf anthropogene Störungen im Boden und werden daher im Labor bei Standardtests zum Nachweis von Bodenkontaminationen eingesetzt. Insbesondere der im Labor leicht zu haltende Blumentopfspringschwanz Folsomia candida (Isotomidae) gibt als Testorganismus durch Änderungen seines Fraß- und Fortpflanzungsverhaltens oder bei Vermeidungsexperimenten Hinweise auf vorhandene Stör- und Schadsubstanzen.
Der Mensch hat nur wenigen Springschwanzarten einen Trivialnamen gegeben. Zu diesen gehören neben einigen Agrarschädlingen (Beispiel Luzernefloh) vor allem Arten mit auffälligem Massenauftreten zu bestimmten Jahreszeiten (Schneefloh) oder in bestimmten Habitaten (Gletscherfloh, Schwarzer Wasserspringer, Blumentopfspringschwanz).

## Systematik
Die Springschwänze (Collembola) wurden traditionell zu den Insekten gerechnet und hier mit anderen flügellosen Taxa als „Urinsekten“ (Apterygota) an die Basis der Insecta gestellt. Mittlerweile werden die Apterygota als paraphyletisch und die Springschwänze als eigene Klasse bzw. Unterklasse innerhalb der Sechsfüßer (Hexapoda) angesehen. Da sie mehrere gemeinsame Merkmale aufweisen, gelten die Beintastler (Protura) als ihre Schwestergruppe. Nach einem dieser Merkmale, dem Fehlen von Hinterleibsanhängen, werden beide Gruppen zusammen als Ellipura bezeichnet (griechisch έλλειψις elleipsis „Fehlen“ und ουρά oura „Schwanz“). Diese Einteilung geht auf Willi Hennig zurück, ebenso wie die Zuordnung der Doppelschwänze als Schwestergruppe der Ellipura. Protura, Collembola und Diplura werden als Ordnungen der Entognatha zusammengefasst, weil nur bei diesen drei Gruppen die Mundwerkzeuge sich in der Kopfkapsel befinden statt außerhalb wie bei den meisten Insekten. Neue Fossilfunde und molekulargenetische Untersuchungen stellen diese traditionelle Sicht in Frage. Auf der Basis mitochondrialer Gensequenzen wird eine engere Verwandtschaft der Collembola mit den Kiemenfußkrebsen oder den Kieferfußkrebsen postuliert. Nach diesen Modellen hätte sich der segmentierte Körperbau der Hexapoda mehrfach unabhängig voneinander entwickelt. Untersuchungen ribosomaler Proteinsequenzen stützen hingegen eine engere Verwandtschaft der Collembola mit den geflügelten Insekten, gefolgt von den Kiemenfußkrebsen und den Höheren Krebsen als nächstverwandten Taxa, was mit den morphologisch basierten Stammbäumen eher übereinstimmen würde. Eine neuere Untersuchung auf der Basis ribosomaler Sequenzen, einer vergrößerten Anzahl untersuchter Taxa und einer optimierten Merkmalsgewichtung stützt teilweise die Stellung der Collembola als monophyletisches Taxon innerhalb der Hexapoda und stellt ihnen die Protura und Diplura als gemeinsame Schwestergruppe („Nonoculata“) zur Seite, ohne aber diese Aufteilung in allen untersuchten Rechenmodellen bestätigen zu können. Bis zur Einbeziehung weiterer RNA-unabhängiger Merkmale in die Stammbaumanalyse bleibt die tatsächliche Stellung der Collembola innerhalb der Gliederfüßer unklar.
Ursprünglich unterteilte man die Collembola in die langgestreckten Arthropleona und die eher rundlichen Symphypleona (Kugelspringer) mit ihren typischen verschmolzenen Hinterleibssegmenten. Die neuere Systematik ersetzt die Unterklasse Arthropleona durch Poduromorpha und Entomobryomorpha, die als eigene Ordnungen neben die Neelipleona und Symphypleona gestellt werden. Andere Systematiker sehen die Neelipleona als den Sminthuroidea zugehörig. Die Proportionen der Thorakal- und Abdominalsegmente werden zur Unterteilung der Großgruppen nach wie vor verwendet: bei den Entomobryomorpha ist das Tergit des ersten Thoraxsegments verkürzt, verschwindet weitgehend zwischen Kopf und zweitem Thoraxsegment und trägt keine Borstenhaare (Chaetae bzw. Setae), bei den Poduromorpha ist es normal entwickelt und trägt mindestens eine Reihe von Chaetae. Innerhalb der Entomobryomorpha ist bei den Entomobryidae das vierte Abdominaltergit deutlich länger als das dritte, bei Isotomidae hingegen sind beide etwa gleich lang. Bei den Symphypleona wird die kugelige Hinterleibsstruktur hauptsächlich von den Abdominalsegmenten gebildet, bei den Neelipleona (bzw. Neelida) hauptsächlich von den Thoraxsegmenten.

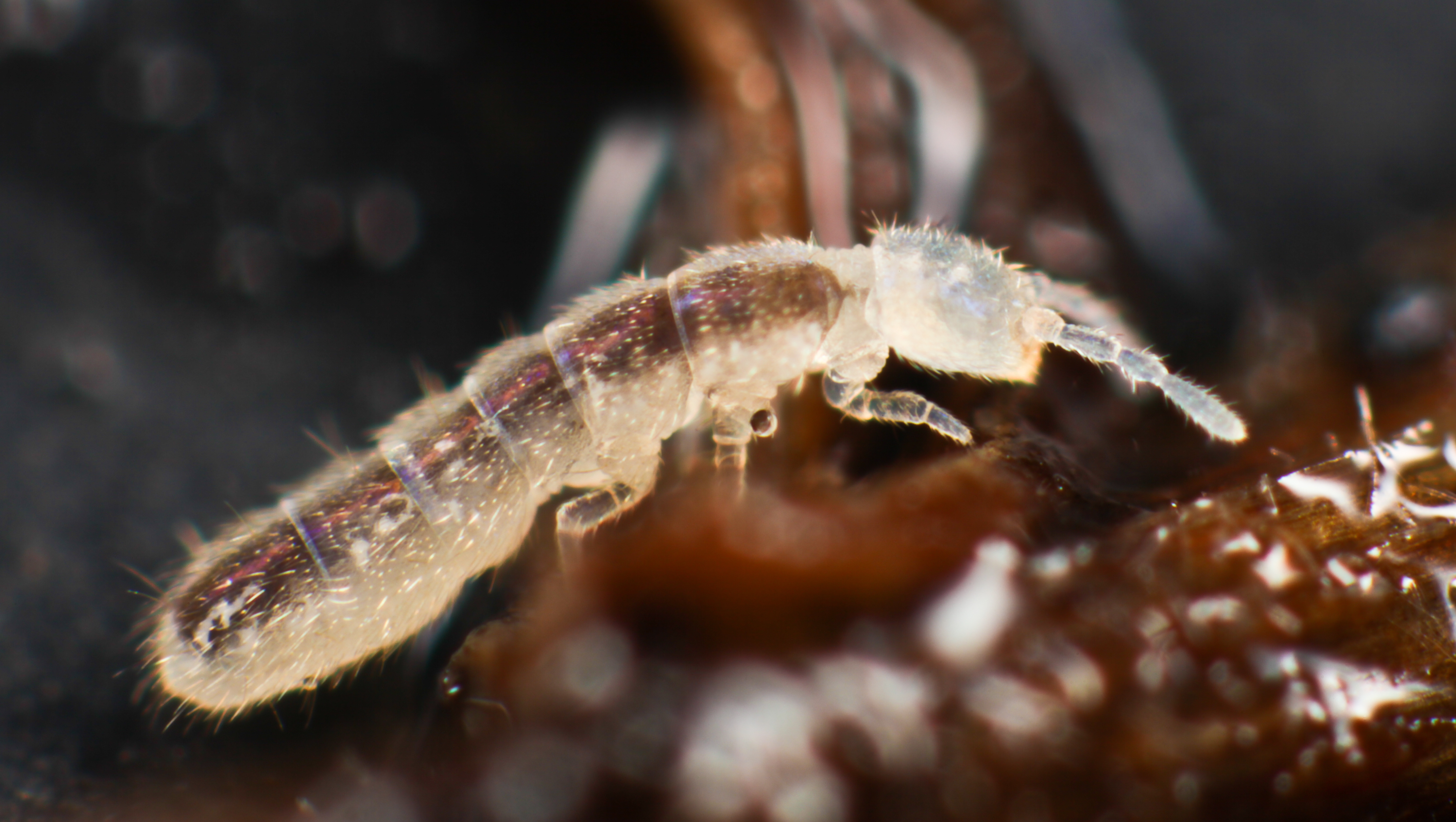
Den Blumentopfspringschwanz Folsomia candida kann man in Blumenerde oder Kompost häufig antreffen. Als genügsame, leicht zu hälternde Art mit schneller Vermehrung (parthenogenetisch) ist diese Art auch ein Standard-Testorganismus in Labortests etwa zur Ökotoxikologie

Die Zahl tatsächlich auf dem Planeten vorhandener Collembolenarten wurde auf 50.000 geschätzt, weltweit wurden bislang rund 9300 Arten beschrieben. Angaben über die Zahl beschriebener Arten schwanken stark, was nicht zuletzt damit zusammenhängt, dass viele Arten und Artengruppen sehr schwer zu bestimmen und auseinanderzuhalten sind. Komplexe Genitalstrukturen, wie sie bei vielen anderen Hexapoda zur Taxierung herangezogen werden, sind bei den Collembola nicht vorhanden. Bei Arten einiger Collembolengattungen (z. B. Isotomurus, Orchesella) kann das Färbungsmuster für die Artidentifikation verwendet werden, während bereits bei nahe verwandten Gattungen die entsprechenden Muster sehr stark variieren. Bei den paläarktisch weitverbreiteten Familien der Hypogastruridae und Isotomidae werden Ökomorphosen beobachtet, d. h. ungünstige Umweltbedingungen, besonders Dürre und Hitze, können die morphologische Gestaltung der Körperanhänge, die Beborstung einzelner Körpersegmente und der Mundwerkzeuge beeinflussen. Bei Isotomiden, die kalte Klimata bewohnen, treten solche Ökomorphosen als Cyclomorphosen regelmäßig auf, Winter- und Sommerformen unterscheiden sich in Form und Gestalt, v. a. der Furca und der Beine. Da Ausprägung und Proportionen derartiger Merkmale für die Artdiagnose häufig herangezogen werden, bleibt die Zahl tatsächlich vorhandener Arten mit Unsicherheiten behaftet. Beispielsweise wurde die Art Tullbergia (Mesaphorura) krausbaueri (Börner, 1901) noch 1960 als gut abgegrenzte Art aufgefasst, danach als Pulk schwer unterscheidbarer Varietäten oder kryptischer Arten erkannt und zunächst behelfsweise als „Tullbergia krausbaueri-Gruppe“ bezeichnet. Genauere methodische Ansätze unterteilen mittlerweile diese Gruppe allein in der Paläarktis in acht Genera und 43 valide Arten. Der ähnlich problematische Protaphorura armata-Komplex umfasst je nach Autor eine, dreizehn oder bis zu 44 Arten nebst diversen Unterarten.

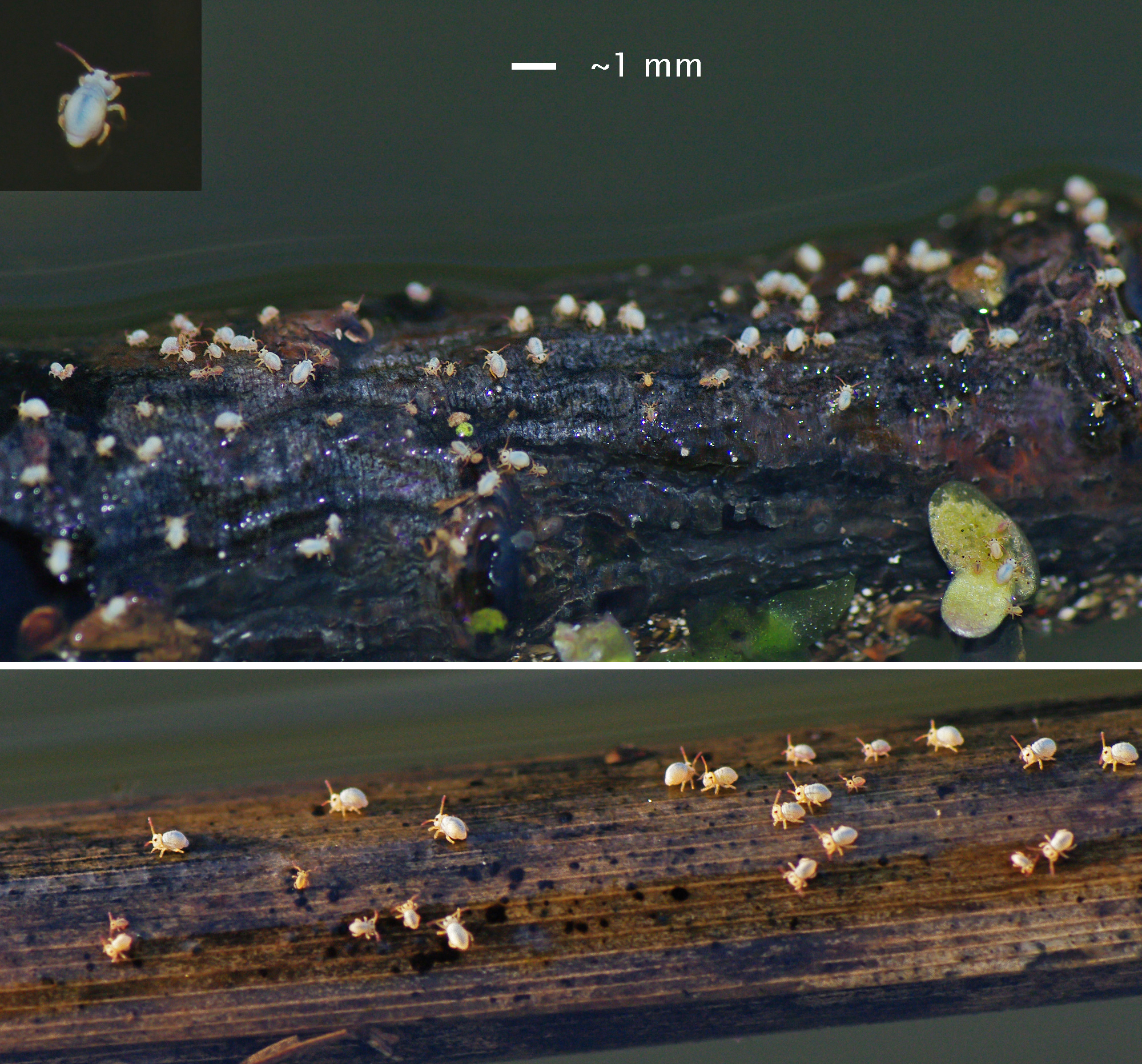
Die weißen Wasserkugelspringer (Sminthurides aquaticus) sind mit bloßem Auge kaum wahrzunehmen; ähnlich wie die größeren Schwarzen Wasserspringer halten sie sich auf der Oberfläche von Stillgewässern auf

Nach wie vor werden sowohl neue Arten beschrieben als auch bei bereits beschriebenen der Artstatus durch Anwendung genauerer Methoden exakter festgelegt, um aus dem bislang oft ungenau definierten Übergangsbereich zwischen Artenkomplex, Art, Farbmorphe, Unterart und Varietät valide biologische Arten herauszuschälen. Die Einführung neuer taxonomischer Merkmale erleichtert die hierbei notwendige Unterscheidung zwischen inner- und zwischenartlicher Variabilität. Während Färbungsmuster aufgrund ihrer hohen Variabilität an Bedeutung verlieren, wird die Chaetotaxie, das ist das Vorhandensein oder Fehlen bestimmter Borsten auf definierten Positionen eines Körpersegments, immer häufiger erfolgreich zur Artabgrenzung herangezogen. Die Chaetotaxie der ersten Häutungsstadien dient auch zur Klärung der Verwandtschaftsbeziehungen der höheren Collembolentaxa. Die Feinstruktur der Mundwerkzeuge liefert ebenfalls wichtige Bestimmungsmerkmale, erfordert allerdings sorgfältiges Präparieren. Molekularbiologische Methoden werden seit den 1970er Jahren erfolgreich zur Auflösung kryptischer Artenkomplexe eingesetzt, sie führten aber auch zu einem anhaltenden Disput um die tatsächliche Stellung der Collembola innerhalb oder außerhalb der Hexapoda.

## Arten (Auswahl)
Kugelspringer (Symphypleona)
- Dunkelbrauner Kugelspringer (Allacma fusca)
- Calvatomina rufescens
- Dicyrtoma fusca
- Bunter Kugelspringer (Dicyrtomina ornata)
- Sminthurinus aureus
- Weißer Wasserkugelspringer (Sminthurides aquaticus)
- Luzernefloh (Sminthurus viridis)

Neelipleona
- Megalothorax minimus
- Megalothorax sanctistephani
- Neelides minutus

Entomobryomorpha
- Gletscherfloh (Desoria saltans)
- Blumentopfspringschwanz (Folsomia candida)
- Folsomia quadrioculata
- Isotoma anglicana
- Grüner Gleichringler (Isotoma viridis)
- Isotomiella minor
- Isotomurus maculatus
- Sumpfspringschwanz (Isotomurus palustris)
- Parisotoma notabilis
- Entomobrya nivalis
- Lepidocyrtus lanuginosus
- Gegürteter Springschwanz (Orchesella cincta)
- Bunter Springschwanz (Orchesella flavescens)
- Pogonognathellus flavescens
- Pogonognathellus longicornis
- Tomocerus minor
- Tomocerus vulgaris

Poduromorpha
- Anurida maritima
- Ceratophysella sigillata (Schneefloh)
- Friesea truncata
- Neanura muscorum
- Schwarzer Wasserspringer (Podura aquatica)
- Mesaphorura macrochaeta
- Protaphorura armata
- Protaphorura aurantiaca
- Supraphorura furcifera
- Riesenspringschwanz (Tetrodontophora bielanensis)

## Trivia
Obwohl Springschwänze nicht mehr zu den Insekten gezählt werden, wurde der Dunkelbraune Kugelspringer (Allacma fusca) zum Insekt des Jahres 2016 in Deutschland, Österreich und der Schweiz gekürt.

## Gefährdung
Die IUCN listet 7 Arten als vom Aussterben bedroht (critically endangered) oder bedroht (endangered) ein. Für 3 weitere Arten sind zu wenige Daten vorhanden, weshalb sie als ungenügende Datengrundlage  (Data Deficient) klassifiziert werden.